# Argis crassa
Argis crassa är en kräftdjursart som först beskrevs av M. J. Rathbun 1899.  Argis crassa ingår i släktet Argis och familjen Crangonidae. Inga underarter finns listade i Catalogue of Life.